# Erik Jerken

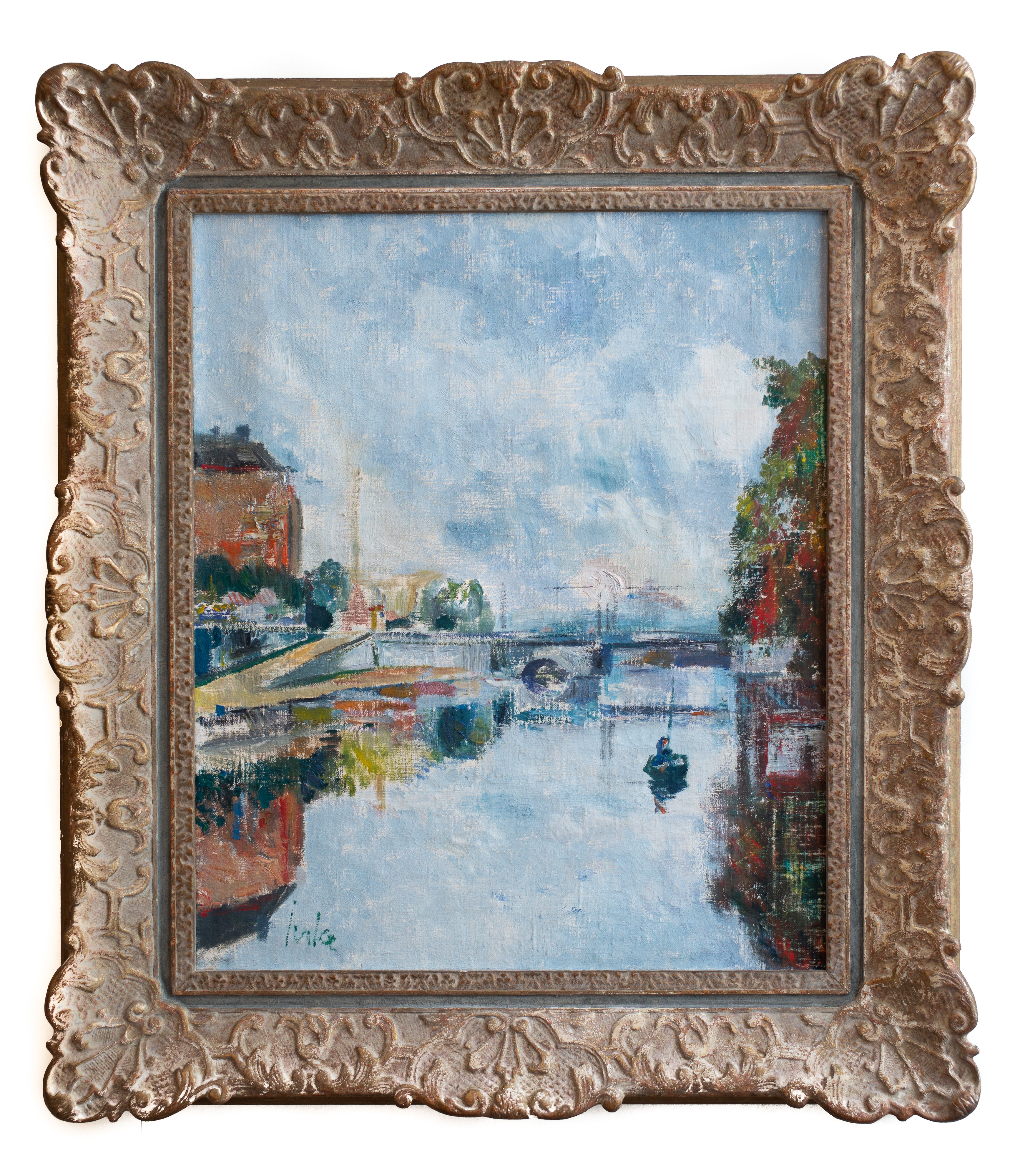
City Canal With Boats

Erik Johan Jerken, född 17 juni 1898 i Stockholm, död där 27 oktober 1947, var en svensk målare, grafiker, tecknare känd under signaturen Jerke. Han är begraven på Salems kyrkogård i Stockholms län.
Jerken studerade vid Tekniska skolan 1916–1918, Althins målarskola 1918 och Konsthögskolan 1918–1923. Han utförde förutom dekorationsarbeten för Högalidskyrkan, Stockholms stadshus och Konserthuset i Stockholm landskap och förstadsmotiv i dekorativ komposition och kyrklig färgskala. Han målade ofta i tunna genomskinliga penseldrag och är mest känd för sina modernistiska stilleben och landskapsmålningar.
Jerken verkade även som filmarkitekt i Gösta Berlings saga. Han tilldelades utmärkelserna Hertigliga medaljen vid Konsthögskolan, Stadshusets minnesmedalj samt riddare av Jugoslaviska Sankt Savaorden. Tillsammans med Greta Knutson, Arvid Knöppel och Donald William-Olsson ställde han ut på Svensk-franska konstgalleriet i Stockholm 1948, separat ställde han bland annat ut på Ekströms konstgalleri i Stockholm 1932, 1934  och 1936. Han medverkade i Fria gruppens utställning på Liljevalchs konsthall 1929, 
Svenska konstnärernas förenings utställning på Konstakademien 1943 och i ett flertal av Sveriges allmänna konstförenings utställningar.
Jerken finns representerad vid Nationalmuseum, Moderna Museet, Göteborgs konstmuseum, Waldemarsudde och Västerås konstmuseum., Länsmuseet Gävleborg och Litografiska museet

## Offentliga verk

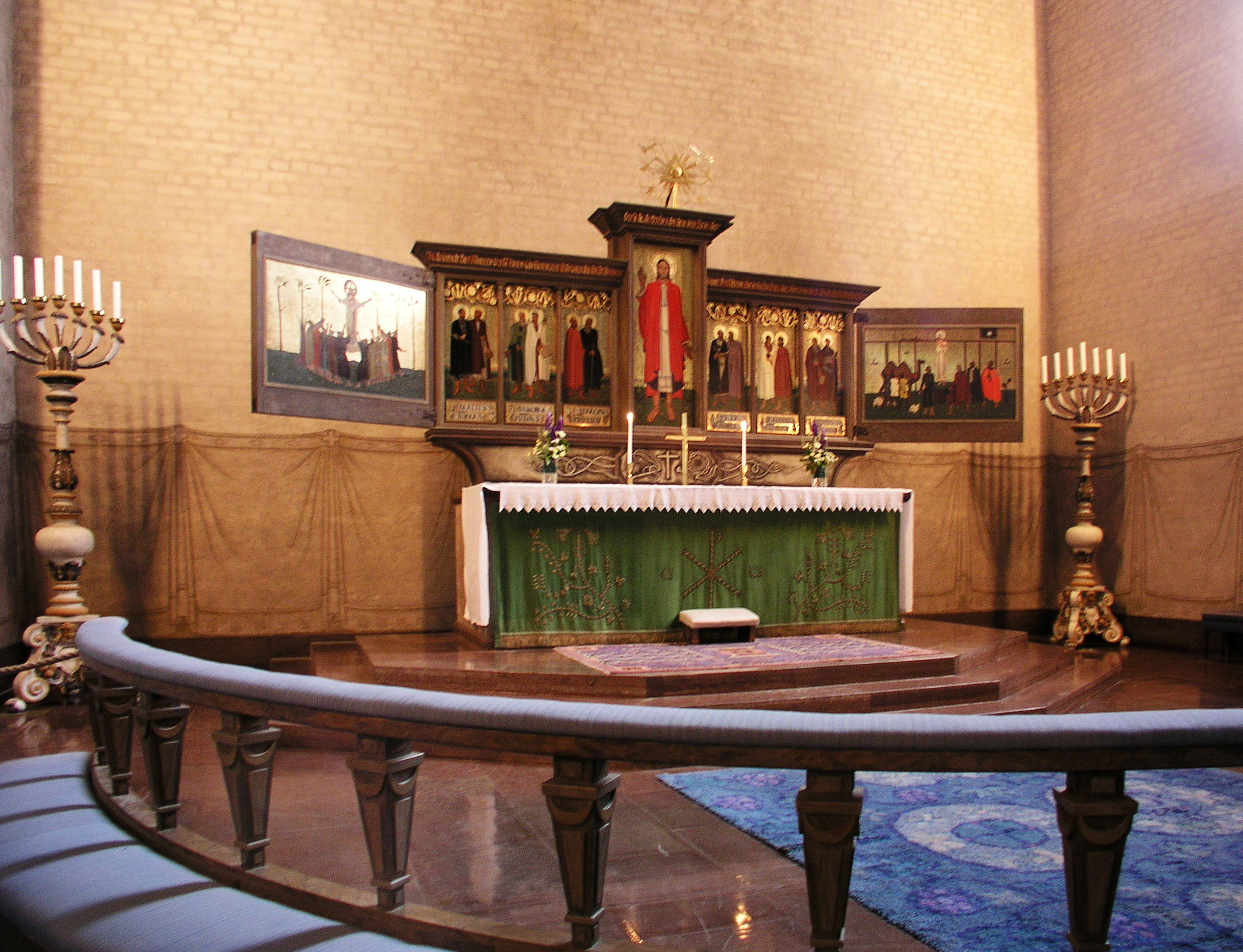
Erik Jerken – Målningar i Högalidskyrkan.

- Målningar i Altarskåpet i Högalidskyrkan (1921–1922)[15]
- Överståthållarrummet i Stockholms stadshus (1923)[4]
- Logerna i Stockholms konserthus (1926)[4]
- Korfönster och målningar i Räpplinge kyrka (1929 och 1943)
- Fönster med motivet "Den gode herden" i Borgholms kyrka (1929)
- Fönster ovanför altaret i Nosaby kyrka (1937)